# 발레디카도레
발레디카도레 (Valle di Cadore)는 이탈리아 베네토주의 벨루노도에 위치한 코무네 (지방자치단체)이다. 베네치아에서 북쪽 약 110 킬로미터 (68 mi), 벨루노에서 북동쪽 약 35 킬로미터 (22 mi) 거리에 있다.
이곳은 카도레 계곡의 일부이며, 해발 3,264 미터 (10,709 ft)의 안텔라오 봉우리에서 그리 멀지 않은 곳에 있다. 주요 관광지는 르네상스 시대의 '코스탄티니 란차'(Costantini Lanza) 광장이다.

## 역사
1867년까지 발레'라는 단순한 이름으로 알려진 이곳은 로마인들의 '카스트룸'이었으며, 이곳에서 클라우디아 아우구스타 알티나테 가도까지 연결되는 도로가 건설되기도 했었다.
화가 티치아노가 1477년 이 근처에서 태어났다.
캉브레 동맹 전쟁 기간 중인 1508년에, 이곳에서 합스부르크가의 신성 로마 황제 막시밀리안 1세의 병력과 베네치아와 카도레 측의 연합군 간 전투가 일어나기도 했었다.

## 국제 관계

### 자매 도시
- 스위스 클라로